# Thorkil Ry Andersen
Thorkil Ry Andersen (født 19. juni 1912 i Aalborg, død 10. juni 1994 i Risskov) var en dansk arkitekt og kunstmaler
Thorkil Ry Andersen blev uddannet arkitekt fra Kunstakademiets Arkitektskole i København i 1937 og flyttede derefter til Aarhus, hvor han derefter havde sit virke som arkitekt. Allerede i 1940 etablerede han egen tegnestue, og fra 1945 var han tilsynsførende arkitekt ved Marselisborg Slot.
Han var tilsynsførende arkitekt ved byggeriet af Frederikskirken, hvor han som følge af cementmangel under krigen udfærdigede et nyt forslag, der indeholdt ganske lidt cement.
Ry Andersen har blandt andet tegnet rækkehusene i Tretommerparken i Risskov og parcelkædehusene på Møllevangs Allé og Fuglesangs Allé.
Hans tidlige værker havde et tydeligt funktionalistisk formsprog med glatte facader og enkle linjer. Træ var et dominerende materiale, når han tegnede i forretninger og kontorer.
Som kunstmaler bevarede han sit fokus på bygninger og malede desuden biler. Han malede også Skagensmotiver, sydeuropæiske gademotiver og lavede collager.
Han udstillede på Charlottenborg Forårsudstilling 1939, 1941-1945, 1948 og 1950.
Han tildeltes i 1938 de Neuhausenske Præmier.

## Værker
- Jydsk Telefon, adm.bygn. og automatcentral, Skt. Clemensborg, Aarhus (1942-45, s.m. N.Chr. Skjøth)
- Sæbepulverfabrik for A/S H.C. Møller, Frederiksgade 53, Aarhus (1943, nedr.)
- Mehls parfumeri, St. Torv 9, Aarhus (1944, udst. 1945, nedlagt)
- Århus Privatbank, Højbjerg afd. (1944); Trøjborg afd. (1949); Hasle afd. (1951)
- Aarhuus Stiftstidendes bladcentral, Banegårdspladsen 6, Aarhus (1947, udst. 1948)
- Ankerhus, Sønderg. 1A, Aarhus (1947-49)
- 24 rk.huse, Holmev., Aarhus (1948, s.m. Mogens Klinge og Erik Juul Møller)
- 5 forstadscentre, Aarhus (1948, s.m. Mogens Klinge og Erik Juul Møller)
- Ungdomshjem for kronisk syge, Egebæksvej, Højbjerg (1954)
- Vagtbygning og swimmingpool, Marselisborg Slot (1967)
- Kontorhus for Jord- og Betonarbejdernes Fagforening, Valdemarsgade 7, Aarhus (1971)
- Sommerhus, Nansbovej, Gammel Skagen (1973)
- Villaer i Risskov, Åbyhøj, Hasle og Skåde Bakker
- Kæde- og rækkehuse: Møllevangs Allé/Fuglsangs Allé (1950-51); I.P. Jacobsensvej, Åbyhøj (1951); Holken, Hasle (1952); Maden, Hasle (1955); Vibyv., Åbyhøj (1955); Tretommerparken, Grenåv., Risskov (1956); s.m. Peder Lorenzen: Jønhøjv., Åbyhøj (1959-60); Gefionsv., Åbyhøj (1961); Grenåv./Brov., Egå (1962); Beder, med butikstorv (1963).